# Anquilose
Anquilose ou Ancilose (do grego ἀγκύλος, dobrado) é uma adesão anormal com rigidez de uma articulação, resultado de uma lesão ou doença. A rigidez pode ser completa ou parcial e pode ser devida a uma inflamação das estruturas musculares ou tendinosas fora da articulação ou dos tecidos da própria articulação. Em Odontologia é a fixação rígida ou semirrígida que pode ocorrer entre dentes e ossos ou na articulação tempormandibular e é uma das causas da não-substituição de um dente decíduo por um dente permanente.

## Causas
Pode ser ocasionada por problemas congênitos  , traumatismo ou enfermidades como a osteomielite e pode ser de etiologia fibrosa ou óssea . Pode também ser produzida cirurgicamente a fim de imobilizar certas articulações (artrodese), tanto em humanos quanto em animais . Certas inflamações são capazes de imobilizar uma articulação, como no caso da espondilite anquilosante, a osteoartrite e, mais comumente, a artrite reumatóide. Ocasionalmente as infecções da articulação podem ser anquilosantes, como a tuberculose óssea (Mal de Pott)..
No geral, a perda de movimentação articular é progressiva e quando completa, a dor articular tende a desaparecer.
A anquilose pode potencialmente, ocorrer em qualquer articulação com capacidade de movimento, sendo:
- fibrosa - causada por retração das partes moles articulares ou periarticulares. A rigidez incompleta é dolorosa.
- óssea - anquilose se origina da fusão dos componentes osteocartilaginosos da articulação. A completa imobilização é indolor.

Se a rigidez provem apenas da inflamação das estruturas musculares ou dos tendões exatamente próximos à articulação, se chama de falsa anquilose.

## Diagnóstico
A sintomatologia clínica (rigidez prolongada e dor em uma articulação) e um raio X que revele fusão óssea é suficiente para esse diagnóstico, mas é importante identificar a causa para decidir o melhor tratamento.

## Tratamento
Nos casos de anquilose completa, o tratamento preconizado é a cirurgia com ablação da anquilose e plastia da região afetada. Próteses podem ser necessárias.